# Kaple Božího Těla (Praha)
Kaple Božího Těla (někdy uváděna též jako kostel Božího Těla) byla zděná gotická kaple s vysokou centrální hranolovou (nebo polygonní) věží, která stávala na pražském Karlově náměstí od roku 1393. Ve své době se svou originální architekturou a duchovním zaměřením řadila mezi nejpozoruhodnější stavby nejenom v Čechách, ale i ve střední Evropě. V roce 1782 byla odsvěcena a proměněna ve skladiště. Zbořena byla po roce 1789.
Při archeologickém výzkumu v souvislosti s plánovanou úpravou Karlova náměstí byly na jaře roku 2011 na křižovatce Ječné a Resslovy ulice objeveny zbytky kaple a několik hrobů. Hlavní část kaple by měla být právě pod touto ulicí. Zdivo ale na místě nezůstalo, pouze pozůstatky základů. Podle dobových pramenů byla kaple zbořena a stavební materiál znovu využit.

## Historie
Kaple byla postavena Václavem IV. v letech 1382–1393 na místě dřevěné věže, kterou nechal postavit jeho otec Karel IV. ve středu tehdejšího Dobytčího trhu, dnešního Karlova náměstí. Zasvěcena byla Nejsvětějšímu Tělu a Krvi Páně, Panně Marii a svatým Felixi a Adauktovi.
V dřevěné věži, která byla předchůdcem kaple Božího Těla, se od roku 1354 každý rok na první pátek po Velikonocích vystavovaly svaté ostatky. Ty získal Karel IV. a byly to Longinovo kopí, hřeby a trny z Kristovy koruny, houba, části z dřeva Svatého Kříže, z Kristových rouch, z ubrusu z Poslední večeře a další. Tento každoroční svátek se podle nejcennějších relikvií nazýval svátkem svatého kopí a hřebů Páně. Do Prahy na ten den přicházeli poutníci. Svátek se slavil i po postavení kaple Božího Těla. Podle záznamů Beneše Krabice z Veitmile poutníci zaplnili celé náměstí. Poutníkům, kteří v Praze na tento svátek zemřeli, byl vyhrazen hřbitov u rotundy sv. Longina.
Shromáždění lidí během svátku se později využívalo také k vyhlašování důležitých ustanovení. Např. 24. dubna 1411 byla z věže vyhlášena částečná konfiskace důchodů a majetku pražských duchovních. V roce 1416 se zde přijímalo pod obojí, v roce 1420 zde byl vyhlášen odboj proti Zikmundovi a v roce 1437 zde byla vyhlášena kompaktáta. V roce 1524 zde kázal Thomas Müntzer. Do roku 1610 se ke kapli Božího Těla také konala třídenní smuteční procesí, která vypravovala pražská univerzita z Karolina u příležitosti výročí smrti Karla IV.
Kaple také sloužila pohřbům, především univerzitních profesorů a vědců, jako poslední zde byl pochován Jan Campanus Vodňanský v roce 1622. Kapli těsně obklopoval drobný hřbitov. V roce 1609 byla rekonstruována věž kaple.

### Jezuité
Po bitvě na Bílé hoře vyhověl císař Ferdinand II. žádosti Tovaryšstva Ježíšova a v roce 1623 jim kapli Božího Těla daroval i s několika okolními stavebními pozemky pro plánovanou kolej noviciátu. Horlivá rekatolizace nejen novoměstských obyvatel přinášela jezuitům nemalé zisky. V roce 1633 získali jezuité od Marie Maxmiliány, vdovy po nejvyšším purkrabím Adamovi ze Šternberka, obrovský jednorázový dar a k tomu roční rentu. Proto jezuité přehodnotili svůj původní záměr zbudovat (díky daru už velkolepou) stavbu na malém prostoru u kaple Božího Těla a to i z toho důvodu, že novoměstští radní nesouhlasili se zmenšením prostranství ve středu náměstí. Došlo k vyjednávání o výměně pozemků, ve kterém novoměstský magistrát musel přijmout podmínky prominentního jezuitského řádu. Jezuité tak získali prostranství mezi ulicemi Ječnou a U Nemocnice, které na východě končilo až v ulici Salmovské. Na tomto území se nacházelo 23 parcel a 13 zahrad, jen mizivé procento těchto pozemků bylo jezuity zaplaceno. Následující výstavba koleje vyvrcholila stavbou nového kostela svatého Ignáce, nicméně kaple Božího Těla zůstala ve správě jezuitů i nadále, až do zrušení řádu Josefem II. v roce 1773. Tehdy byla kaple dočasně předána do správy farnosti u kostela svatého Vojtěcha, ale v roce 1784 byla zrušena a odsvěcena a v roce 1789 byla prodána měšťanu Václavu Lieberovi ke zboření.

## Popis kaple
Její podobu můžeme nalézt na několika výtvarných památkách.
Její nejstarší zobrazení kolem roku 1400 je miniatura na špičce ceremoniálního picího poháru patrně Václava IV. Kaple je na něm zobrazena na půdorysu osmicípé hvězdy. Centrální hranolová věž má čtvercový půdorys, kolem ní je věnec osmi kaplí a kolem nich hradební zeď s cimbuřím na půdorysu čtyřlístku.
Dále je vyobrazena v rukopisné bibli Václava IV. na třech iluminacích. Jedna iluminace ji zobrazuje na vrcholu kalicha ve tvaru čtyřlístku, tedy velmi podobně jako na picím poháru.
Kaple je zobrazena i na několika panoramatických kresbách Prahy. Známá je kolorovaná kresba z roku 1605 z doby Rudolfa II., která se stala předlohou Sadelerova prospektu. Nalezneme ji také v katedrále svatého Víta na dřevěném reliéfu z roku 1621–1630, který zachycuje útěk zimního krále Fridricha Falckého z Prahy.
Písemné zprávy o tvaru kaple jsou velmi kusé. První písemná zpráva pochází až z roku 1700 a kaple je popisována kronikářem Janem Beckovským jako kostel na způsob hvězdy.